# Everything Glows
Everything Glows er det syvende studiealbum af den danske rockgruppe D-A-D. Det udkom den 13. april 2000 på Medley Records (EMI). Albummet er det første med Laust Sonne som trommeslager. Forkortelsen D:A:D er også skiftet ud med den nuværende D-A-D. Det er produceret af Nick Foss, og indspillet i Malmö og København. Everything Glows modtog platin for 50.000 solgte eksemplarer. Albummet var det fjerde bedst sælgende i Danmark i 2000. Det er ifølge D-A-D deres bedste album til dato.
Til Danish Music Awards 2001 blev albummet kåret til både Årets danske album og Årets danske rock udgivelse, mens D-A-D blev kåret til Årets danske gruppe og Jesper Binzer til Årets danske sanger.

## Spor
- Alle sange er skrevet af Jacob Binzer, Stig Pedersen, og Jesper Binzer.

| #   | Titel                         | Længde |
| --- | ----------------------------- | ------ |
| 1.  | "Everything Glow"             | 3:44   |
| 2.  | "Nineteenhundredandyesterday" | 4:58   |
| 3.  | "The Road Below Me"           | 3:38   |
| 4.  | "Something Good"              | 4:18   |
| 5.  | "Sunstar"                     | 4:48   |
| 6.  | "Evil Twin"                   | 3:06   |
| 7.  | "Candybar"                    | 4:30   |
| 8.  | "A Kiss Between the Legs"     | 4:33   |
| 9.  | "I'm Not the Same"            | 3:30   |
| 10. | "Summer Me Soon"              | 3:30   |
| 11. | "As Common As"                | 4:23   |

| 12. | "Last Mango in Paris" | 4:05 |
| 13. | "I'm a Little Cloud"  | 4:05 |

## Medvirkende
- Nick Foss – producer
- Jim Scott – mixer (spor 1, 2, 3, 4, 5, 6, 7, 8, 10, 11)
- Lars Overgaard Christensen  – mixer (spor 9), tekniker
- Svend Boes Overgaard – tekniker
- Anders Nordgren – tekniker
- Lars Nissen – tekniker
- Fridolin Nordsø – assisterende tekniker
- Erik Madvig – redigering og sequencer
- Michael Scotella – assisterende mixer (spor 1, 2, 3, 4, 5, 6, 7, 8, 10, 11)
- Brian Lee – mastering
- Jacob Binzer – sangskriver, guitar, keyboard, kor
- Stig Pedersen – sangskriver, bas, kor
- Jesper Binzer – sangskriver, vokal, guitar, kor
- Laust Sonne – trommer, vibrafon, keyboard, kor
- Jalle Lorensson – mundharmonika (spor 10)
- Rune Olesen – percussion
- Louise Norby – kor (spor 11)
- Marie Carmen Koppel – kor (spor 11)

## Hitlister og certificeringer
| Hitliste (2000) | Højeste placering |
| --------------- | ----------------- |
| Danmark         | 1                 |
| Finland         | 19                |
| Sverige         | 30                |

| Hitliste (2000) | Placering |
| --------------- | --------- |
| Danmark         | 4         |

| Land (Organisation) | Certificering |
| ------------------- | ------------- |
| Danmark (IFPI)      | Platin        |